# Лан Ян
 Лан Ян (кит.  婦郎楊, 1871 г., Лу, провинция Хэбэй, Китай — 16.07.1900 г., Луцзяпо, провинция Хэбэй, Китай) — святая Римско-Католической Церкви, мученица.

## Биография
Лан Ян родилась в 1871 году в деревне Лу, провинция Хэбэй, Китай. У неё был единственный сын Павел Лан Фу. В 1899 - 1900 гг. в Китае вспыхнуло Ихэтуаньское восстание, во время которого повстанцы жестоко преследовали христиан. 16 июля 1900 года повстанцы вошли в деревню и схватили Лан Ян. Привязав её к дереву, они требовали от неё отречься от христианства. Её сын семилетний Павел Лан Фу, возвращаясь домой, увидел свою мать и стал плакать. Боксеры через некоторое время подожгли дом Лан Ян, её тело пронзили копьем, а мальчику отрубили руки, а после обоих, тяжело раненных, бросили в огонь.

## Прославление
Лан Ян и её сын Павел Лан Фу были беатифицированы 17 апреля 1955 года Римским Папой Пием XII и канонизированы 1 октября 2000 года Римским Папой Иоанном Павлом II вместе с группой 120 китайских мучеников.
День памяти в Католической Церкви — 9 июля.

## Источник
- George G. Christian OP, Augustine Zhao Rong and Companions, Martyrs of China, 2005, стр. 84  (англ.)